# Swapa
Swapa (ros. Свапа) – rzeka na południowym zachodzie europejskiej części Rosji (w obwodzie kurskim i orłowskim), prawy dopływ Sejmu o długości (według różnych źródeł) 182 – 197 km i powierzchni dorzecza 4990 km².
Rzeka wypływa ze źródeł na Wyżynie Środkoworosyjskiej w rejonie ponyrowskim obwodu kurskiego (wieś (ros. деревня, trb. dieriewnia) Podsoborowka), a uchodzi do Sejmu w rejonie lgowskim tegoż (chutor Żyliszcze). Miejscami pojawia się w przygranicznym obszarze obwodu orłowskiego (sąsiadującego z obwodem kurskim od północnego wschodu).
Głównym dopływem Swapy jest jej lewy dopływ Usoża, a najważniejszą miejscowością, przez którą przepływa jest miasto Dmitrijew (centrum administracyjne rejonu dmitrijewskiego w obwodzie kurskim).